# П’Битек, Окот
Окот п’Битек (англ. Okot p’Bitek; 7 июня 1931 — 20 июля 1982) — угандийский поэт, фольклорист, историк, философ. Получил широкое международное признание своей «Песнью Лавино», поэмой о страданиях сельской африканской женщины, чей муж втянулся в городскую жизнь и хочет, чтобы всё в стране стало прозападным. «Песнь Лавино» была изначально написана на языке ачоли, после чего п’Битек самостоятельно перевёл её на английский язык и опубликовал в 1966 году, поэма входит в число ста лучших африканских книг XX века. Первый свой роман написал ещё в 1953 году.

## Биография
Родился в городе Гулу в семье школьного учителя и уличной певицы, происходил из народа ачоли. С детства отличался талантами певца, барабанщика, танцора и футболиста, окончил местную среднюю школу, затем Королевский колледж в Будо, после чего уехал учиться в Великобританию. В 1958 году был включён в сборную Уганды (бывшей в то время ещё британской колонией) по футболу, но отказался от футбольной карьеры в пользу университетского образования: изучал педагогику в Университете Бристоля, право в Университете Аберистуита в Уэльсе и социальную антропологию в Оксфорде, где защитил докторскую диссертацию о традиционной культуре народов ачоли и лонга.
Вернувшись в уже независимую Уганду, п’Битек занимался литературной работой, организацией культурных фестивалей, некоторое время преподавал в университете Макерере и был директором Национального театра Уганды. Однако его критика племенной жизни страны привела к конфликту с правительством, вследствие чего он был вынужден отправиться в изгнание и оставаться в нём на протяжении всего периода правления Иди Амина. В эти годы п’Битек жил в США, Нигерии и Кении: в 1969 году он принимал участие в Международной писательской программе в университете штата Айова, в 1971 году был старшим научным сотрудником и преподавателем в Институте африканских исследований Университетского колледжа в Найроби, также читая лекции в Техасском университете в Остине и Университете Ифе в Нигерии. На родину вернулся в 1982 году, после чего некоторое время преподавал литературу в Университете Макерере, но умер в том же году от инсульта.
Помимо литературных произведений был также автором ряда работ по традиционным африканским религиям и полемизировал с принятым в Европе взглядом на их изучение.

### На английском языке
- The Poetry of Okot p’Bitek (1976) George A. Heron.
- Thought and technique in the poetry of Okot p’Bitek (1984) Monica Nalyaka Wanambisi.
- Cultural Studies in Africa : Celebrating Okot p’Bitek and Beyond (1997 Symposium, University of Transkei) edited by Molara Ogundipe-Leslie and Ssalongo Theo Luzuuka.
- Oral Traditions As Philosophy: Okot P’Bitek’s Legacy for African Philosophy (2002) Samuel Oluoch Imbo.

### На русском языке
- п’Битек О. Африканские традиционные религии: Религии Африки в освещении западных и африканских ученых / сокр. пер. с англ.; отв. ред. и предисл. Б. И. Шаревская. — М. : Наука, Гл. ред. восточ. лит-ры, 1979. — 221 с.